# Acristavus
Acristavus gagslarsoni
Genre
Espèce
Acristavus est un genre éteint de « dinosaures à bec de canards » herbivores du sous-ordre des ornithopodes et de la famille des Hadrosauridae. Ses fossiles ont été retrouvés au Montana dans la formation de Two Medicine et dans l'Utah dans la formation de Wahweap. Ils datent du Crétacé supérieur (Campanien), soit il y a environ entre 83,6 à 72,2 millions d'années.
Il appartient à la sous-famille des Saurolophinae, des hadrosauridés sans crête creuse sur le sommet de leur tête à la différence des membres de l'autre sous-famille, les Lambeosaurinae,.
Acritavus est même totalement dépourvu d’ornementation osseuse sur le haut de son crâne, une particularité chez les hadrosauridés qu'il partage avec le genre Edmontosaurus.

## Découverte et étymologie du nom
L'unique espèce (et espèce type) Acristavus gagslarsoni, a été nommée en 2011 par Terry Gates, Jack Horner, Rebecca Hannah et Charles Nelson Riley.
Le nom du genre se réfère au latin Crista - la crête - auquel est rattaché le préfixe a- indiquant l'absence. Le suffixe avus signifie « grand père ». Le nom signifie donc littéralement « l'ancêtre sans crête ».  L'épithète spécifique gagslarsoni rend quant à lui hommage au nom du propriétaire du Ranch où le fossile fut découvert, un homme surnommé Gags Larson.
Deux fossiles de l'espèce furent découverts presque simultanément, à l'ouest du Montana dans la formation de Two Medicine, et dans le sud de l'Utah dans la formation de Wahweap. Tous deux ont été retrouvés dans des couches géologiques datant du Campanien.
L'holotype découvert en 1999 au Montana par Hanna et appelé MOR 1155, fut extrait en 2001 et 2002. Il consiste en un squelette fossile partiel comprenant un crâne presque complet, onze vertèbres cervicales, trois morceaux de colonne vertébrale, un os issu de la queue, des côtes, un humérus et un cubitus gauche, le sternum droit, un os pubien, un morceau partiel du pied gauche incluant les second et troisième métatarses, deux phalanges du deuxième orteil ainsi que trois phalanges et l'articulation du second orteil.
Le second spécimen, UMNHVP 16607, également découvert dans un état partiel en 2000 par Nelson et comprenant aussi un crâne, ne fait pas partie de l'espèce type, même s'il est considéré comme un membre de l'espèce.

## Description

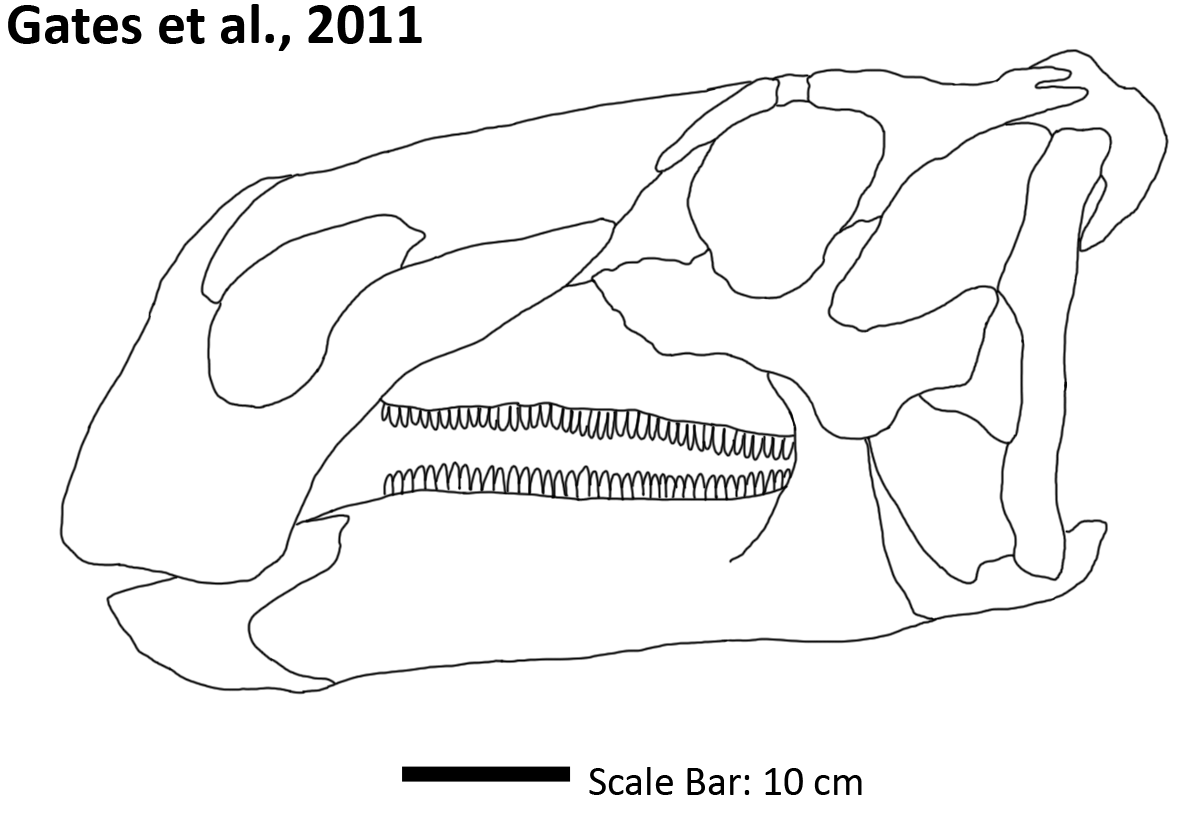
Dessin du crâne d'Acristavus gagslarsoni.

Acristavus fait partie de la famille des hadrosauridés et partage avec d'autres membres de cette famille un certain nombre de caractéristiques communes (taille, alimentation, morphologie générale, comportement, etc.), mais il s'en distingue par un certain nombre de caractères dérivés différents. Ainsi, son critère le plus distinctif est l'absence de crête sur la tête (caractéristique présente également chez Edmontosaurus).
Il possède d'autres caractères spécifiques, comme une arcade post-orbitaire élargie, une base du crâne fermement attachée derrière le trou occipital, une jonction élargie entre les pattes de l'animal et les os frontaux et préfrontaux.
La partie haute de la pommette forme une cavité.
D'une façon générale, le crâne est allongé et possède une forme rectangulaire. Le museau arrondi se termine assez brusquement en un large bec muni de narines proéminentes alors que la mâchoire inférieure est courte et plutôt grossière.
Les orbites des yeux sont quant à elles de forme triangulaire et relativement basses.

## Classification

### Phylogénie
Le cladogramme ci-dessous a été réalisé par Prieto-Marquez et ses collègues en 2016 ; il est ici simplifié, ne détaillant pas la sous-famille des Lambeosaurinae. Il précise leurs phylogénies précédentes de 2010 et 2013,. Leur analyse phylogénétique a pris en compte 61 espèces d'hadrosauridés caractérisées par 273 traits morphologiques (189 au niveau du crâne et 84 pour le squelette post-crânien). Elle montre la proximité d'Acristavus avec les genres Maiasaura et Brachylophosaurus, l'ensemble formant un petit clade de saurolophinés basaux regroupés parfois sous le nom de tribu des Brachylophosaurini :
- - Telmatosaurus
  - 
    - 
      - Jintasaurus
      - Lophorhothon

    - 
      - Claosaurus
      - 
        - Tethyshadros
        - Hadrosauridae
          - Hadrosaurus
          - Saurolophidae
            - Lambeosaurinae
            - Saurolophinae
              - 
                - Acristavus
                - Maiasaura
                - Brachylophosaurus

              - 
                - 
                  - Naashoibitosaurus
                  - 
                    - Kritosaurus
                    - 
                      - Gryposaurus
                      - 
                        - Big Bend UTEP 37.7
                        - 
                          - Willinaqake
                          - Secernosaurus

                - 
                  - "Sabinosaur" PASAC-1
                  - 
                    - 
                      - Prosaurolophus
                      - 
                        - Augustynolophus
                        - Saurolophus

                    - 
                      - Kerberosaurus
                      - 
                        - Kundurosaurus
                        - 
                          - Shantungosaurus
                          - Edmontosaurus